# Alexandre Lefas
Alexandre Lefas est un homme politique français, né le 20 septembre 1871 à Vannes (Morbihan) de parents originaires de Fougères et mort le 30 juillet 1950 à Mézières-sur-Couesnon (Ille-et-Vilaine).

## Biographie
Élève au collège Stanislas, puis à l'École du Louvre, il est docteur en droit après avoir soutenu une thèse sur la notion de la juridiction gracieuse. Il est avocat à la cour d'appel de Paris et enseigne à l'université d'Aix-en-Provence puis à celle de Lille.
Il est élu député d'Ille-et-Vilaine en 1902 dans l'arrondissement de Fougères, puis trois fois réélu en 1906, 1910 et 1914. 
Il épouse en 1903 Jeanne Fessard, fille du maire de Chartres, Georges Fessard.
En 1914, alors qu'il est toujours député, Lefas devient lieutenant de réserve à l'état-major et conduit un des taxis de la Marne pendant la première Guerre Mondiale.
Battu en 1919, il retrouve son siège en 1924. En 1932, il est élu au Sénat où il siège jusqu'en 1940.
Conseiller général du canton de Saint-Aubin-du-Cormier de 1919 à 1931, il est président du Conseil général d'Ille-et-Vilaine de 1924 à 1928,. 
En 1948, il est candidat à l'Académie des sciences morales et politiques au fauteuil vacant en remplacement de Étienne Bandy de Nalèche mais perd au scrutin face à Daniel Serruys,.
Le 10 juillet 1940, Lefas vote les pleins pouvoirs constituants à Philippe Pétain.
Lefas meurt le 30 juillet 1950 à Mézières-sur-Couesnon à l'âge de 78 ans.

## Hommages
Une rue lui a été dédiée dans les villes de Fougères et Rennes en Ille-et-Vilaine (Rue Alexandre Lefas).

## Publications
- De la notion de juridiction gracieuse en droit français, A. Rousseau, 1896.
- L'État et les fonctionnaires, Giard & Brière, 1913.